# Visions fugitives
Visions fugitives op. 22 è un ciclo di venti brani per pianoforte scritti da Sergej Sergeevič Prokof'ev fra il 1915 e il 1917.

## Storia
Nel 1917 in seguito alla rivoluzione di febbraio, per allontanarsi da una situazione problematica, Prokof'ev si spostò prima nei pressi di Pietrogrado e poi il 25 agosto raggiunse la madre nel Caucaso. Durante questo soggiorno completò alcune opere tra cui Sinfonia classica e la cantata Sette, sono sette; terminò anche la raccolta di Visions fugitives che aveva già iniziato nel 1915 e composto in più riprese. Questo ciclo di venti brani per pianoforte fu ispirato nel titolo da alcuni versi del poeta simbolista Konstantin Bal'mont: "In ogni visione fuggitiva io vedo dei mondi/ Pieni di giochi mutevoli e iridati" ascoltati durante una serata in cui il musicista suonò per alcuni amici, fra cui Bal'mont, prima di  partire per Kislovodsk, i pezzi che aveva già scritto. Prokof'ev aveva conosciuto le opere di Bal'mont nel 1909, quando era rimasto affascinato dall'aspetto misterioso e oscuro del Poema dell'estasi e da allora era diventato il suo poeta preferito e suo caro amico. Il musicista si era già affidato a testi di Bal'mont per le Due liriche op. 7, per i Due canti op. 9 e lo utilizzò ancora in Sette, sono sette e anche nel 1921 nelle Cinque melodie.
Prokof'ev riuscì a eseguire il 15 aprile del 1918 le Visions fugitives alla Sala grande del Conservatorio di Pietrogrado e subito dopo diresse la prima della Sinfonia classica, quindi, vista la situazione incerta nel paese, decise di partire per gli Stati Uniti.
All'inizio di settembre il compositore giunse a New York e il 19 ottobre presentò le sue Visions fugitives al Brooklyn Museum in una serata molto particolare; l'esecuzione era infatti affiancata da un danzatore che interpretava coreograficamente i pezzi ed erano anche presentati quadri dipinti per l'occasione.
Nel febbraio 1935 Prokof'ev registrò alcune delle Visions, insieme ad altri brani, per la His Master's Voice; la sua esecuzione è particolare, molto sobria, con sfumature ben delineate e con intemperanze ritmiche, ben diversa da interpretazioni successive di altri pianisti.

## Struttura e analisi
Questa raccolta di venti brevi brani rispecchia una serie di esperienze pianistiche di Prokof'ev, dal dinamismo barbaro alla sensibilità lirica, all'ironia giocosa, alla velocità fortemente ritmata e marcata dall'ostinato. Anche se il compositore era distante dalla poetica di Claude Debussy, musicista che non amava molto, tuttavia in questa raccolta si trovano diverse suggestioni impressionistiche, mediate comunque dal pianismo di Skrjabin, considerato da Prokof'ev un suo maestro.
- 1. Lentamente. Il primo brano, relativamente semplice da un punto di vista tecnico, dura circa un minuto. Inizia pianissimo "con una semplicità espressiva" per poi mutare in "misterioso" sempre in ppp; con una scala discendente il pezzo si conclude quasi svanendo.
- 2. Andante. Scritto in forma di arabesco dura un minuto e mezzo; ha una struttura armonica più complessa, intrigante, con intervalli dissonanti.
- 3. Allegretto. Composto in forma ternaria presenta un primo tema suonato dalla mano sinistra su accordi della mano destra; il secondo tema è proposto con la destra in netto contrasto con la prima parte.
- 4. Animato. Più mosso rispetto ai precedenti, questo pezzo di un minuto è fortemente ritmato, con veloci arpeggi e sostenuto da note ribattute.
- 5. Molto giocoso. Brevissimo pezzo di 25 secondi, scherzoso e umoristico.
- 6. Con eleganza. Strutturato come una danza ha modalità animate e ritmate, inizia in La minore per poi passare a modulazioni in Mi bemolle e La bemolle. Dura solo 25 secondi.
- 7. Pittoresco (Arpa). Brano dall'andamento narrativo, costruito su una melodia evanescente e sfuggente di derivazione impressionistica; un susseguirsi di arpeggi è interrotto nel suo ondeggiare da un accordo sulle note basse che porta il pezzo a chiudersi pacatamente. Questa è l'unica delle Visions che abbia un titolo (Arpa); fu riscritto successivamente da Prokof'ev in versione per questo strumento.
- 8. Commodo. Brano moderatamente vivace di poco più di un minuto; armonicamente più tradizionale rispetto ai precedenti.
- 9. Allegro tranquillo. Melodia veloce e scorrevole che si alterna fra le due mani con piacevolezza. Dura un minuto.
- 10. Ridicolosamente. Brano particolare, nervoso e ritmato con accompagnamento della mano sinistra in accordi staccati e con una melodia dissonante espressa dalla destra.
- 11. Con vivacità. Il pezzo inizia in modo scherzoso con brevissimi gruppi di note suonate come appoggiature.
- 12. Assai moderato. In tempo ternario, brano di un minuto, più greve e meditativo rispetto ai precedenti.
- 13. Allegretto. Tecnicamente relativamente più semplice, ha uno sviluppo breve (45 secondi) e un aspetto un po' scherzoso.
- 14. Feroce. Il brano inizia in fortissimo ed è il più dissonante e ritmato della raccolta, ha un andamento ostinato e percussivo, tipico di Prokof'ev.
- 15. Inquieto. Altro brano fortemente ritmato e accentato; le note basse ripetute creano un senso di irrequietezza.
- 16. Dolente. Il pezzo è costruito su una melodia intensa su base cromatica; la liricità della musica è intrisa di malinconia e termina con un pianissimo che va morendo.
- 17. Poetico. Il brano inizia con la mano destra che esegue l'accompagnamento mentre la melodia è affidata alla sinistra per poi passare a suonare insieme, eseguendo una serie di accordi che portano alla conclusione.
- 18. Con una delce lentezza. Brano prettamente lirico e suggestivo, tutto giocato sulle note acute della mano destra.
- 19. Presto agitatissimo e molto accentuato. Movimento velocissimo e martellante; termina in modo brusco e dura solo 45  secondi.
- 20. Lento irrealmente. Il brano conclusivo è il più lungo della serie (poco più di due minuti) e presenta una melodia di suggestione impressionistica.